# Epworth (Zimbabwe)
Epworth é um assentamento no sudeste da província de Harare. Está localizado a cerca de doze quilômetros do centro da cidade de Harare. É uma cidade-dormitório de alta densidade administrada pelo Epworth Local Board. É dividido por um córrego em duas partes. As rochas balanceadas encontradas nas proximidades ao norte da cidade são famosas e aparecem em todas as notas bancárias emitidas pelo Reserve Bank of Zimbabwe.

## História
A Missão Epworth foi estabelecida pelo Rev. Shimmin como Estação Missionária Metodista há mais de um século, em 1890. Epworth então e até hoje é dividido em 7 bairros. 
Um grande afluxo de pessoas ocorreu durante o final da década de 1970 e o início da década de 1980, com uma população de 20.000 em 1980 e 35.000 em 1987. A Igreja Metodista não conseguiu controlar o afluxo de pessoas e, portanto, transferiu a propriedade da fazenda para o Ministério do Governo Local em 1983. Em 2002, a população era de 113.884.  Epworth não havia sido planejado como uma área residencial urbana e, portanto, esse rápido aumento da população estava ocorrendo em terra sem instalações de abastecimento de água ou saneamento. Epworth se tornou o único assentamento informal a ser tolerado pelo governo do Zimbábue no período pós-independência, devido à longa história de assentamentos de alguns moradores. Consultado em 1 de merço de 2020.</ref> O governo decidiu atualizar em vez de demolir o assentamento informal. Como a maioria dos moradores de Epworth havia se estabelecido espontaneamente na área, faltavam serviços públicos como água, esgoto e eletricidade antes da intervenção do governo. Uma Junta Local formada em 1986 sob a Lei de Conselhos Urbanos e cujos membros são eleitos pela comunidade, é responsável por gerenciar a área, incluindo a cobrança de taxas.
Epworth foi inicialmente desenvolvido em quatro subáreas, mas à medida que a população aumentou, expandiu-se para nove subáreas que possuíam assentamentos extensos. Os serviços de saúde são fornecidos por duas clínicas na área. Além disso, em Epworth, há uma grande rocha que as pessoas chamam de "Domboramwari", que significa rocha de Deus .

## Estado de Desenvolvimento
A eletricidade é encontrada principalmente em centros de serviço, em algumas escolas, escritórios e na maioria dos subúrbios ocidentais, incluindo Stopover, Chinamano e OverSpill. A maioria dos residentes se dão bem como vendedores ambulantes e fabricantes informais. Não há nomes de ruas, mas a maioria dos lotes é numerada. A comunidade é dividida em subúrbios que são demarcados por estradas de terra. Os principais subúrbios incluem Chiremba, Stopover, Chinamano, Dam, Zinyengere, Pentagon, Magada, Overspill, Maulana, Donhoro, Munyuki e Danastein. É um subúrbio pobre. Existem três escolas secundárias, a Epworth High School, Domboramwari High School e Muguta Secondary School, que foi inaugurada em 2007.
Como a maioria das casas encontradas na cidade são construídas com tijolos não queimados, as casas tendem a cair durante fortes chuvas.

## Declínio Social
Devido aos duros tempos econômicos que o país atravessa na última década, o crime tem aumentado no subúrbio superlotado. O número histórico de crimes em Epworth sempre foi muito menor ao longo de sua existência do que agora. Isso se transformou em um problema que ninguém abordará, exceto o governo do Zimbábue.